# Colmurano
Colmurano település Olaszországban, Marche régióban, Macerata megyében. Lakosainak száma 1178 fő (2023. január 1.). Colmurano Loro Piceno, Ripe San Ginesio, San Ginesio, Urbisaglia és Tolentino községekkel határos.

## Népesség
A település lakossága az elmúlt években az alábbi módon változott:
| Lakosok száma | 1255 | 1244 | 1178 |
|               | 2017 | 2018 | 2023 |